# Cynomops tonkigui
Cynomops tonkigui és una espècie de ratpenat de la família dels molòssids. Viu a les planes del nord-est de Sud-amèrica, així com els vessants orientals dels Andes a Colòmbia i l'Equador. El seu hàbitat natural són els boscos primaris perennifolis. El seu nom específic, tonkigui, significa 'ratpenat' en huao terero. Com que fou descobert fa poc, encara no se n'ha avaluat l'estat de conservació.